# Motocykl

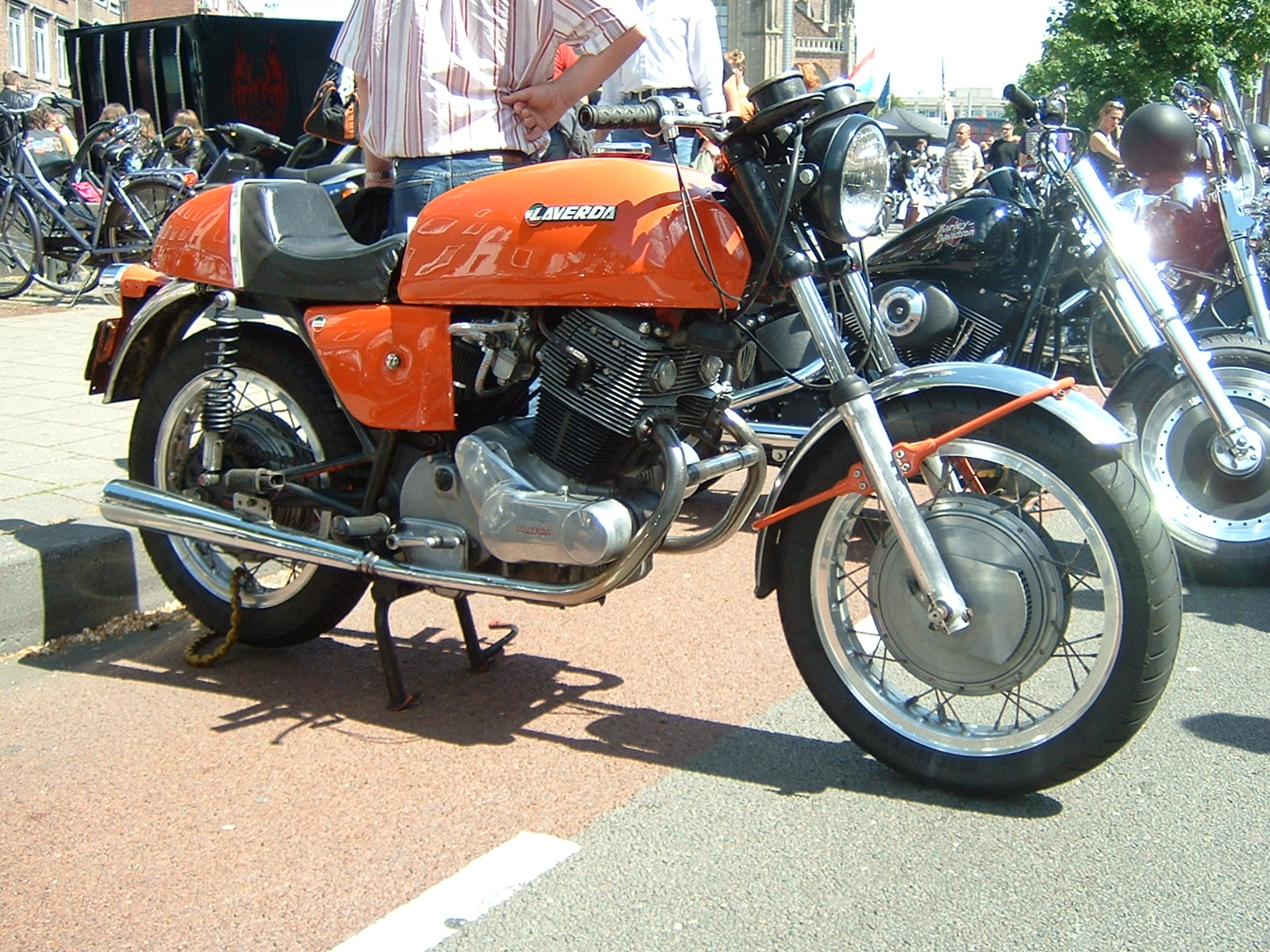
Motocykl značky Laverda

Motocykl (hovorově motorka) je dvoukolový dopravní prostředek poháněný spalovacím nebo elektrickým motorem. Kola jsou umístěna za sebou a pohonná jednotka (motor a převodovka) mezi nimi. Řidič sedí na motocyklu obkročmo a směr jízdy řídí přenášením váhy (nakláněním motocyklu), a to i pomocí tzv. kontrařízení.
První motocykl poháněný petrolejem vyrobili Gottlieb Daimler a Wilhelm Maybach v roce 1885.

## Historie motocyklu

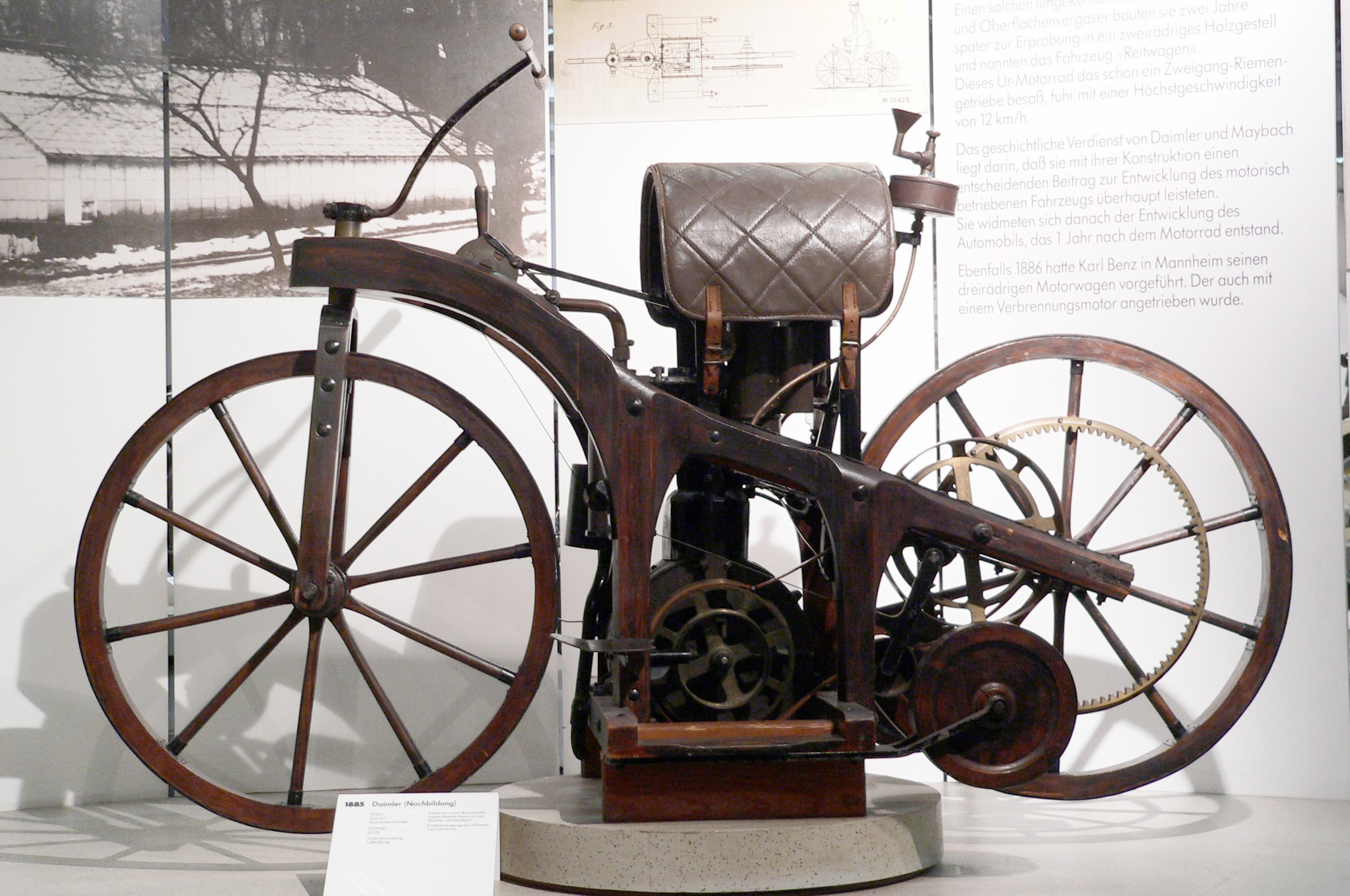
Reitwagen – první motocykl

První motocykl byl sestaven v roce 1869 a byl poháněn párou. Motocykl poháněný benzínem vyrobil v roce 1885 Gottlieb Daimler. Tento vynálezce se ale o motocykly nezajímal, chtěl pouze vyzkoušet svůj motor. Od té doby se rozvoj „motorových dvoukolek“ velmi zrychlil. Sériovou výrobu zahájila německá firma Hildebrand & Wolfmüller v roce 1894.
První český motocykl vyrobili Václav Klement (původně knihkupec) a Václav Laurin (mechanik). Veřejnosti jej předvedli v roce 1899.
Během první světové války se civilní výroba motocyklů zastavila. Ve 2. světové válce hrál motocykl velkou roli, zejména v německé armádě a v její strategii „bleskové války“ (Blitzkrieg) s rychle pohyblivými jednotkami, civilní výroba byla obnovena až po skončení války.
Motocykly může pohánět elektrický motor, dvoutaktní nebo čtyřtaktní motor.
V dnešní terminologii řadíme motocykly mezi tzv. jednostopá motorová vozidla

### Přehled raných vynálezů
| Rok       | Vozidlo                              | Počet kol            | Vynálezce                                             | Motor               | Poznámky                                                                                  |
| --------- | ------------------------------------ | -------------------- | ----------------------------------------------------- | ------------------- | ----------------------------------------------------------------------------------------- |
| 1867–1868 | Michaux-Perreauxův parní velocipéd   | 2                    | Pierre Michaux Louis-Guillaume Perreaux               | parní               | - vyroben 1 kus                                                                           |
| 1867–1868 | Roperův parní velocipéd              | 2                    | Sylvester Roper                                       | parní               | - vyrobeno 10 kusů                                                                        |
| 1885      | Daimlerův Reitwagen                  | 2 (plus 2 podpůrná)  | Gottlieb Daimler Wilhelm Maybach                      | benzinový spalovací | - vyroben 1 kus                                                                           |
| 1887      | Butlerův Petrol Cycle                | 3 (plus 2 rejdovací) | Edward Butler                                         | benzinový spalovací |                                                                                           |
| 1894      | Hildebrandův & Wolfmüllerův Motorrad | 2                    | Heinrich Hidebrand Wilhelm Hidebrand Alois Wolfmüller | benzinový spalovací | - moderní konfigurace - první sériově vyráběný motocykl - první vozidlo nazývané motocykl |

## Jednostopé motorové vozidlo
Jednostopá vozidla jsou zpravidla vozidla se dvěma koly uspořádanými za sebou. Tato vozidla mohou mít i postranní vozík a lze s nimi i táhnout přívěs.

### Moped nebo jízdní kolo s pomocným motorkem
Moped lze považovat za kombinaci motocyklu a jízdního kola. Bývá vybaven pedály a má objem motoru do 50 cm³.
Lze použít dělení na:
- City-bike
- Fun-bike
- Naked-bike
- Enduro-bike

### Malý motocykl

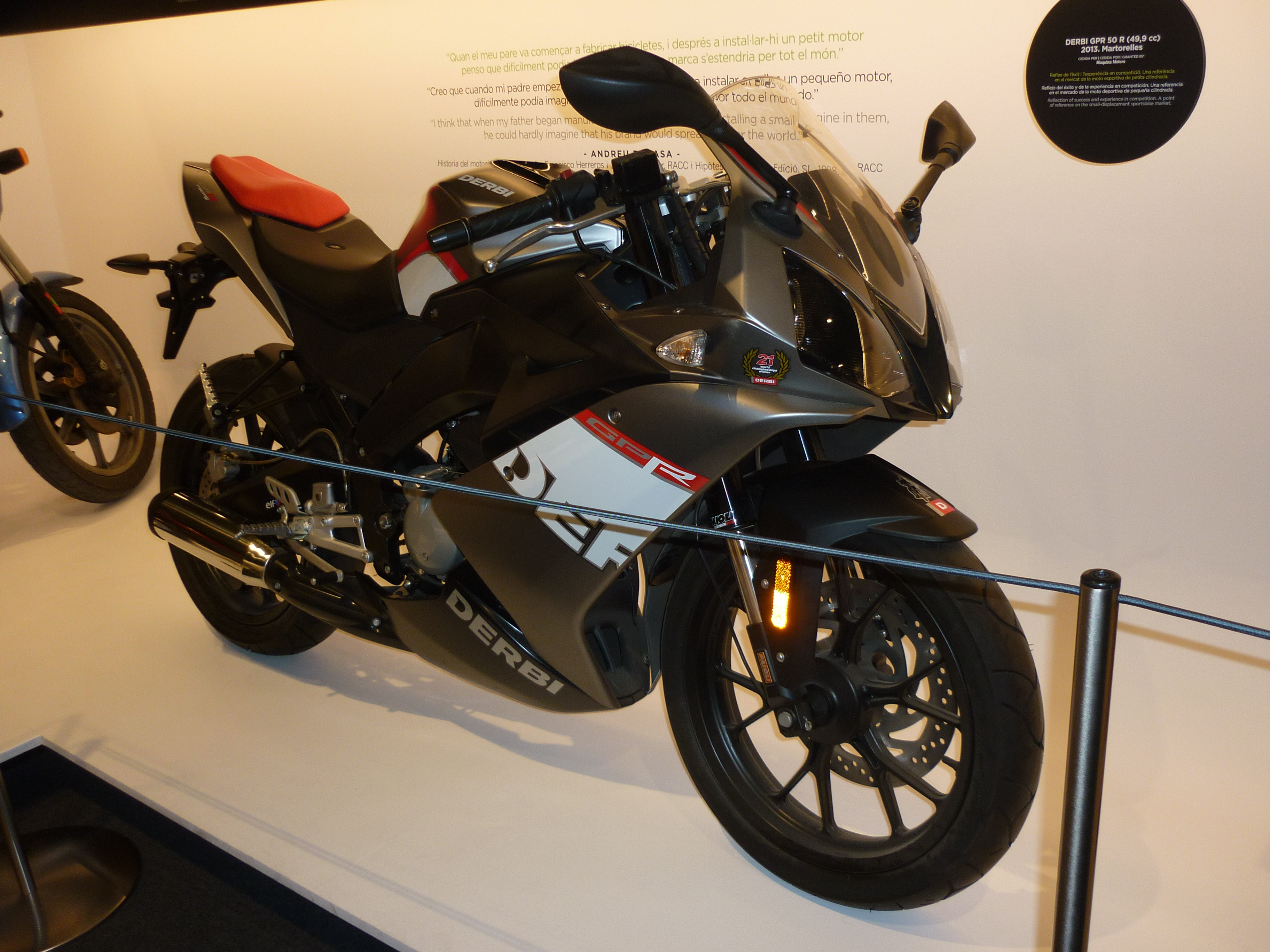
Malá motorka Derbi GPR 50 R (49 cm³)

Malé motocykly tvoří přechod mezi mopedem a ostatními silničními typy. Mají motor s obsahem 50 až 125 cm³. Motorky nepřevyšující 50 cm³ je v Česku možné řídit už od 15 let, žadatel však do 18 let potřebuje písemný souhlas zákonného zástupce. Konstrukce malých motocyklů a mopedů je často podmíněna národními technickými předpisy.

### Skútr

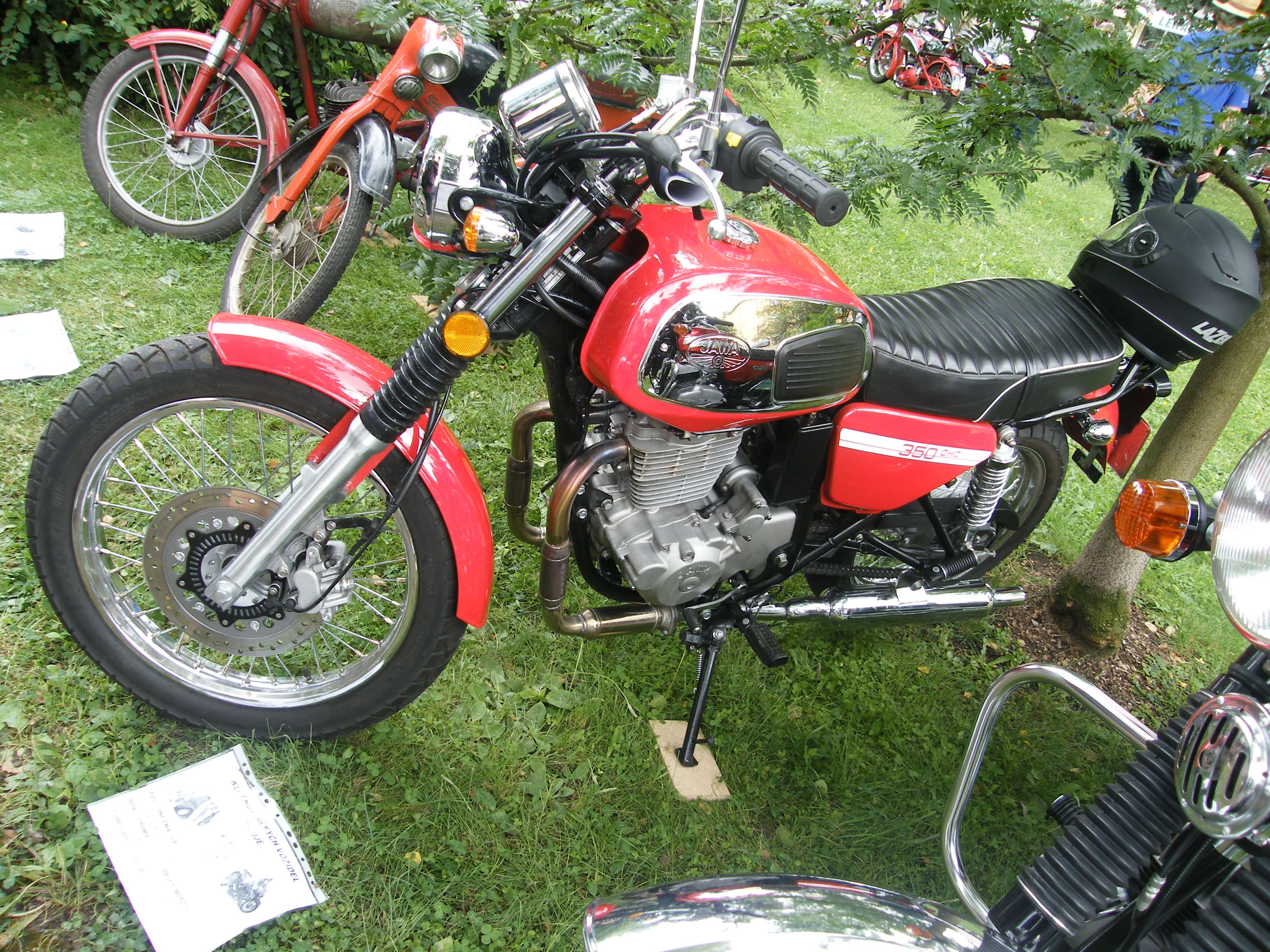
Motocykl Jawa 350 OHC

Skútr je vozidlo podobné motocyklu. Je charakteristický obvykle malými koly, nízkoobjemovým motorem (obvykle 50–125 cm³) a částečnou kapotáží s podlážkou, bez horní části rámu. Řidič nesedí obkročmo, nýbrž snožmo jako na židli. Běžně bývá vybaven automatickou převodovkou. Obvykle se používá k dopravě na krátké vzdálenosti – nejčastěji v obci. Horní třídu skútrů tvoří velké cestovní skútry s objemem motoru 250 až 850 cm³ a s výkony 20 až 50 koní.

### Motocykl
Je určen pro jízdu po silnicích. V prostoru kolen má palivovou nádrž a motor. Pro podepření nohou slouží stupačky. Dále uvedené motocykly lze považovat za jeho nástupce či poddruhy.

#### Cestovní motocykl

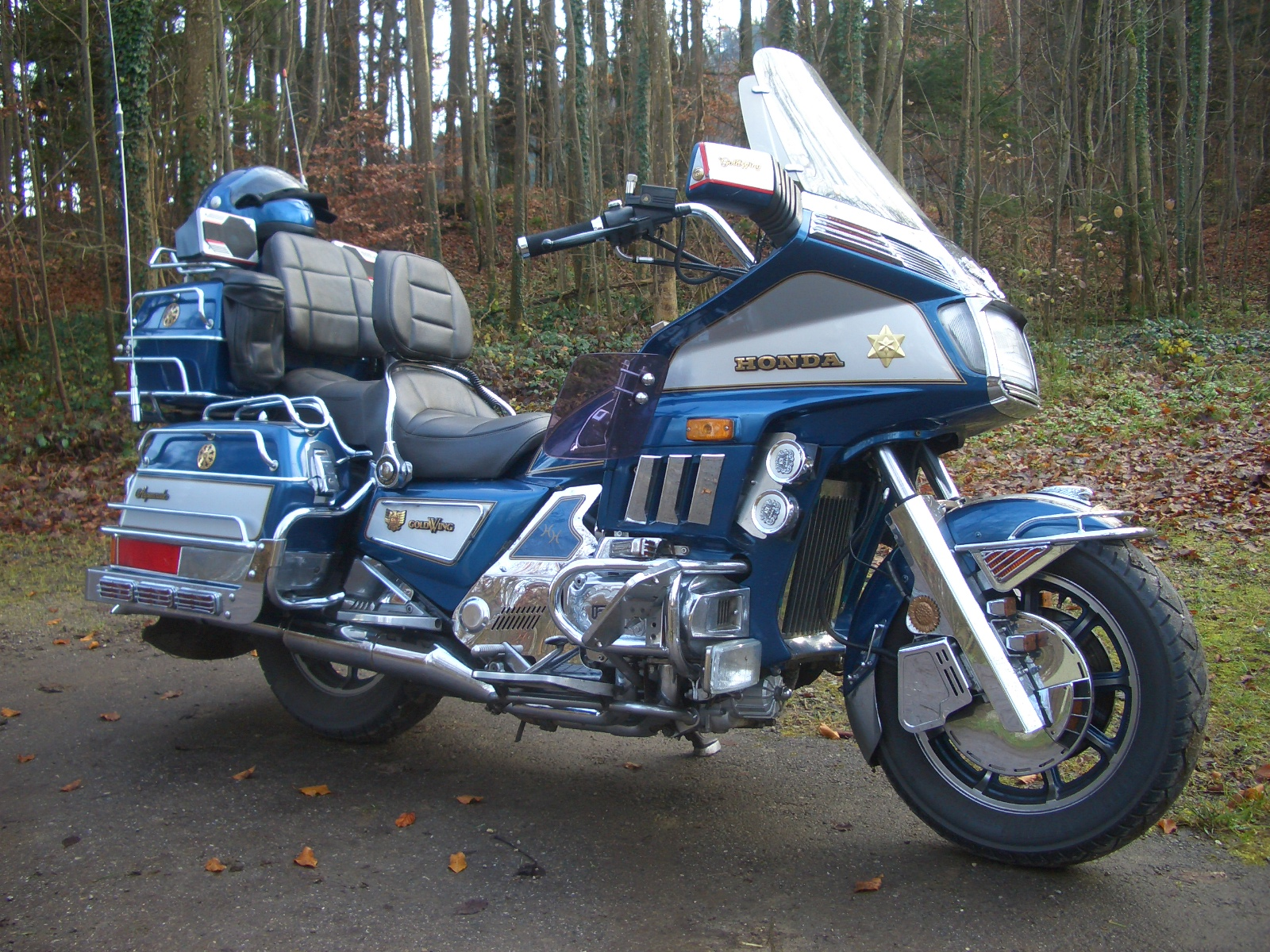
Cestovní motocykl Honda GL1200

Velký pohodlný motocykl s velkou nádrží a často s kapotáží, která chrání posádku proti větru. Je určen pro jízdy na dlouhé vzdálenosti. Mnohé typy bývají luxusně vybaveny, takže připomínají spíše automobil na dvou kolech. Cestovní motocykly mohou být vybaveny postranním vozíkem (sajdkára – sidecar).

#### Naháč (Naked bike)

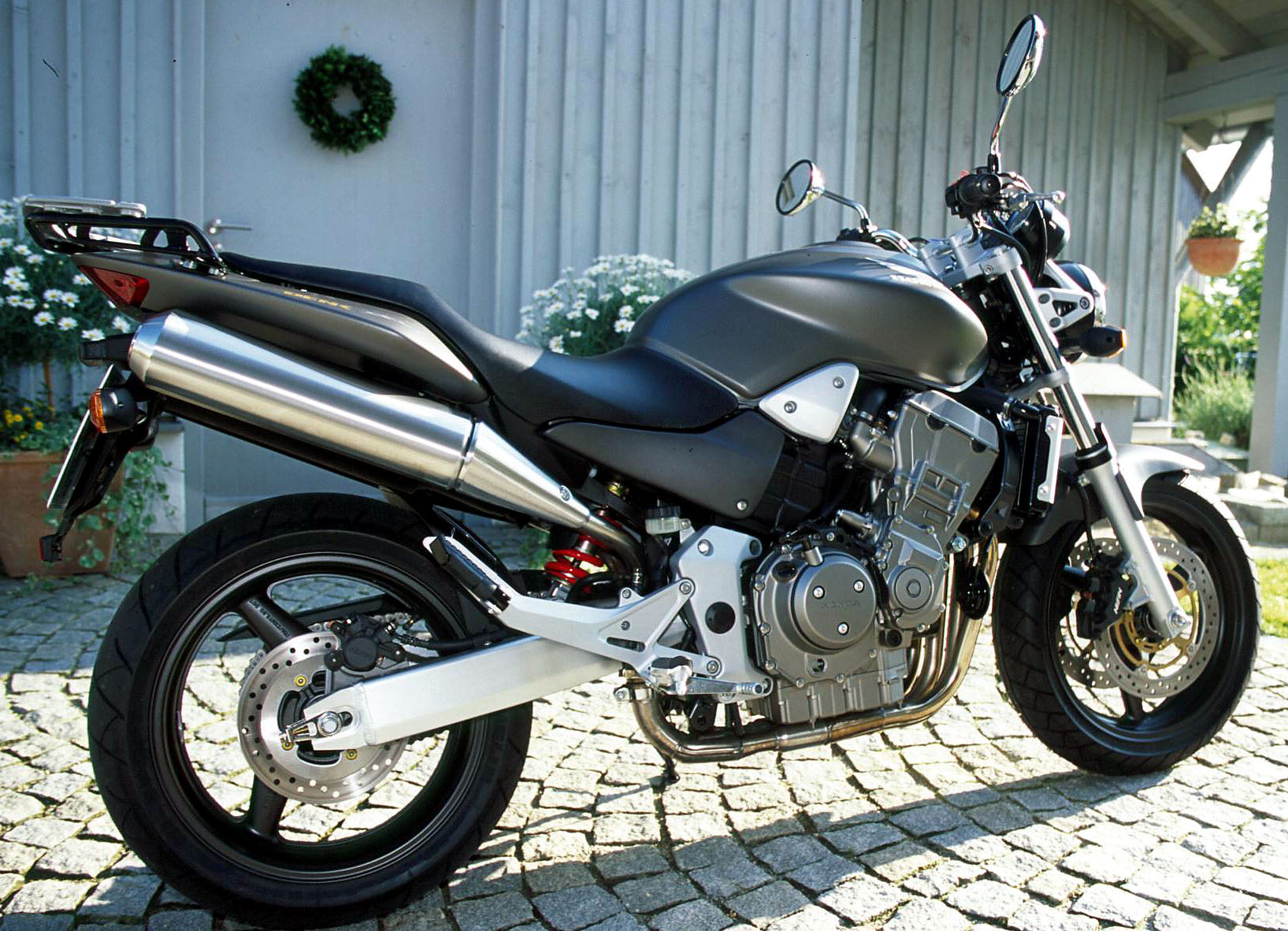
Naked bike

Jedná se o motocykl bez kapotáže nebo pouze s malou aerodynamickou kapotáží, který se od supersportovních motocyklů liší i svou ergonomií. Jezdec zde má obvykle vzpřímenější pozici, která je pohodlnější i na delší trasy a je dána především vyšším umístěním řídítek. Pohon bývá podobný jako u ostatních typů motocyklů. Nejčastěji to jsou řadové čtyřválcové motory, nebo dvouválcové řadové a vidlicové motory. Časté je přejímání motorů ze supersportovních motocyklů, kdy se obvykle sníží výkon a dosáhne vyššího kroutícího momentu. Stejně tak se i zkrátí jednotlivé převodové stupně.

#### Enduro motocykl

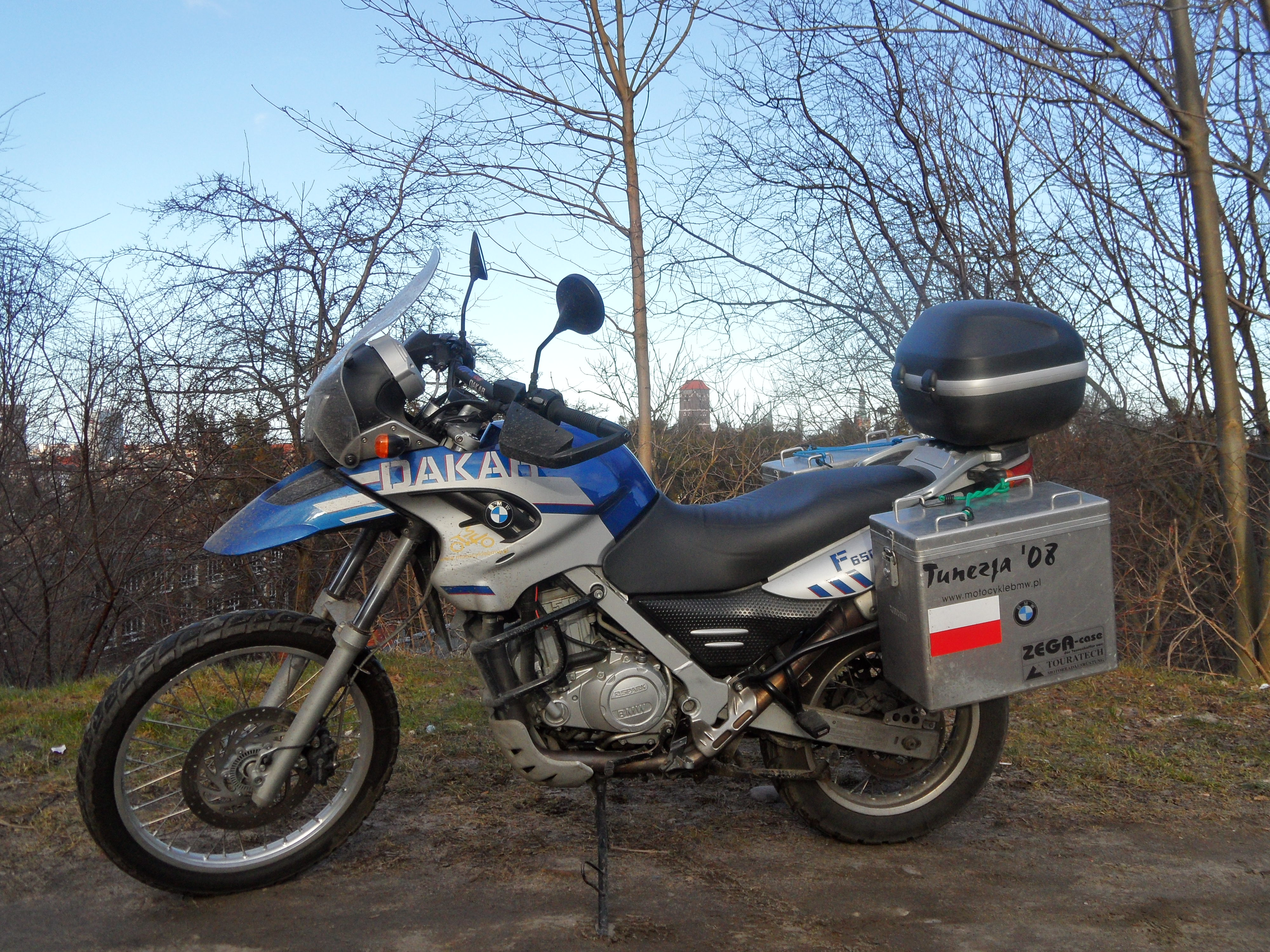
Enduro motocykl: BMW F 650 GS Dakar

Enduro motocykl je s univerzální konstrukcí sestaven na jízdu po všech typech terénu. Cestovní endura jsou ideální pro dlouhé cesty především mimo silnici. Enduro závody se podobají automobilové rallye. Vždy se v nich odněkud-někam na etapy putuje. Trať vede rozmanitými terény a obsahuje jak technické tak rychlostní pasáže. Motocykly jsou běžně vybaveny osvětlením, jsou stavěny na výdrž a odolnost po celý závod.

#### Terénní motocykl
Někdy též označovaný jako kros (cross). Konstrukcí je určen pro zdolávání náročného terénu mimo zpevněné cesty. Zde je třeba rozlišovat konstrukce pro amatérské použití a pro závody / soutěže.
Kros se jezdí na uzavřených okruzích v určeném počtu kol či rozjezdů. Motocykly nemají osvětlení a jsou stavěny na vysoký výkon a krátkodobé zatížení.

#### Cruiser

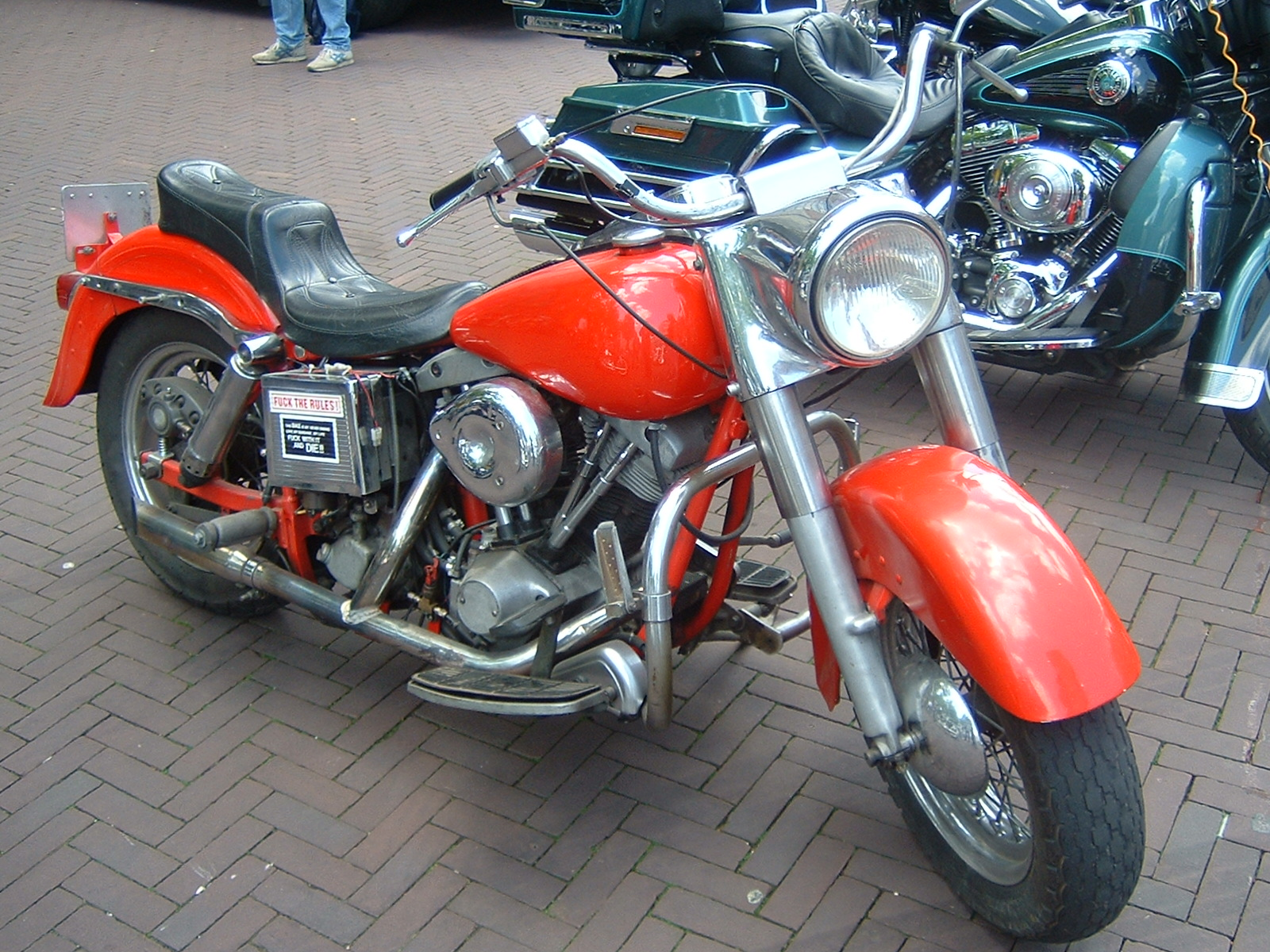
Cruiser

Mohutný motocykl ve stylu amerických strojů ze 30.–50. let 20. století. Bývá vybaven příčně uloženým vidlicovým dvouválcem se vzduchovým chlazením (výrazné žebrování) o zdvihovém objemu od 1 000 cm³ výše. Ctí tradici koncepce motocyklu se shodnými rozměry předního a zadního kola, konstrukčně se od vzhledu původních motocyklů příliš neodlišuje. V současnosti mají tyto motocykly spoustu chromovaných součástí, motory laděné do nízkých otáček a jsou ve většině uzpůsobeny pro pohodlné a stylové cestování na dlouhé trasy ve dvou.

#### Chopper

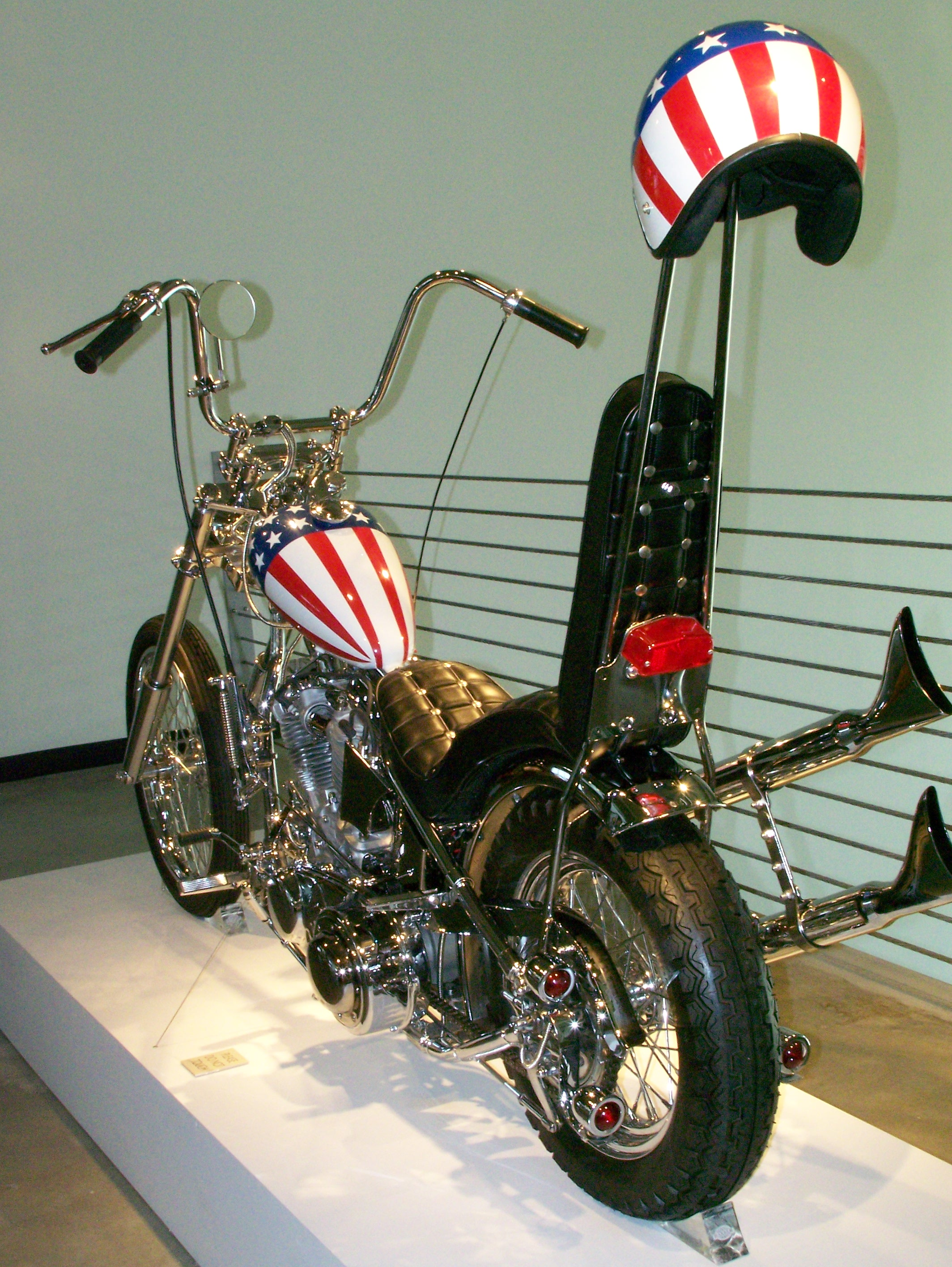
Chopper Captain America z Easy Rider

Motocykl vycházející z cruiseru, avšak s výraznými vzhledovými úpravami. Podstatnější než jízdní výkony je jeho vzhled. Typicky je vybaven dvouválcovým vidlicovým motorem o zdvihovém objemu kolem 1 000 cm³. V původním smyslu slova byl chopper osekaný (chopped) motocykl, bez nepodstatných součástí. Choppery se proslavily především ve filmu Bezstarostná jízda. V 90. letech se choppery staly exkluzivním zbožím, k němuž patří řada doplňků.
Na rozdíl od splývavé zádi cruiseru má správný chopper zadní blatník jakoby ustřižený a zvednutý k nebi, řídítka jsou buď „vlaštovky“ vytažené vysoko nad jezdcova ramena nebo jej nutí dlouhou rovnou tyčí být v předklonu a s roztaženýma rukama. Na chopperu se často jezdí s takzvanými highway předkopy. Jedná se o systém stupaček posunutých daleko dopředu, nahoru a do stran. Pro tuto úpravu je nutné přepákování pedálů řazení a zadní brzdy. Jezdec pak jede na motocyklu s pohodlně roztaženýma nohama.

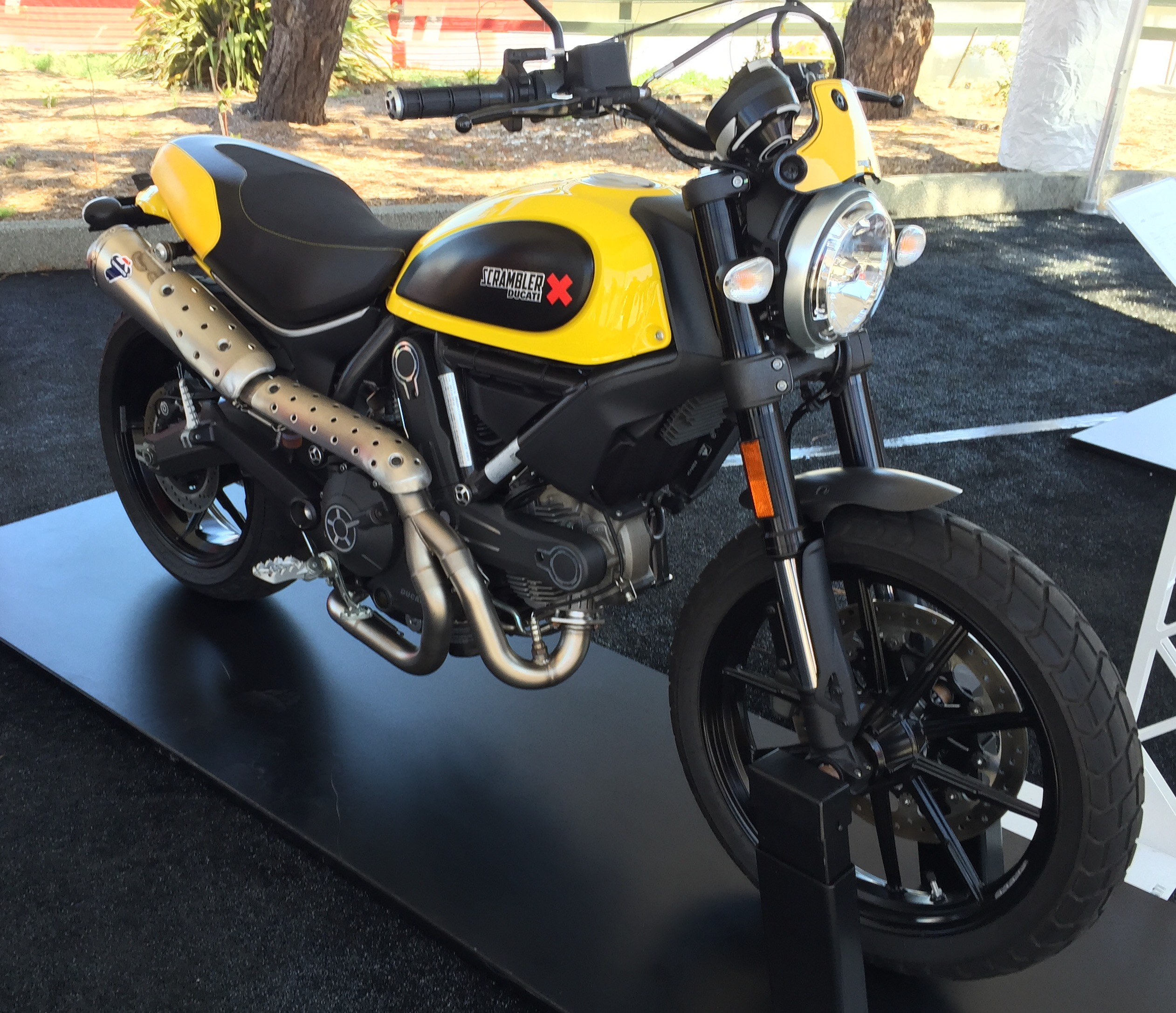
Ducati Scrambler

#### Scrambler
Scrambler je stroj vycházející ze silničního motocyklu klasického/retro vzhledu, s potenciálem jízdy i v lehčím terénu. Posed je o něco vyšší než u naháčů, stejně tak i zdvih odpružení. Pro scramblery jsou dále typická širší a vyšší řídítka a špalkové pneumatiky.

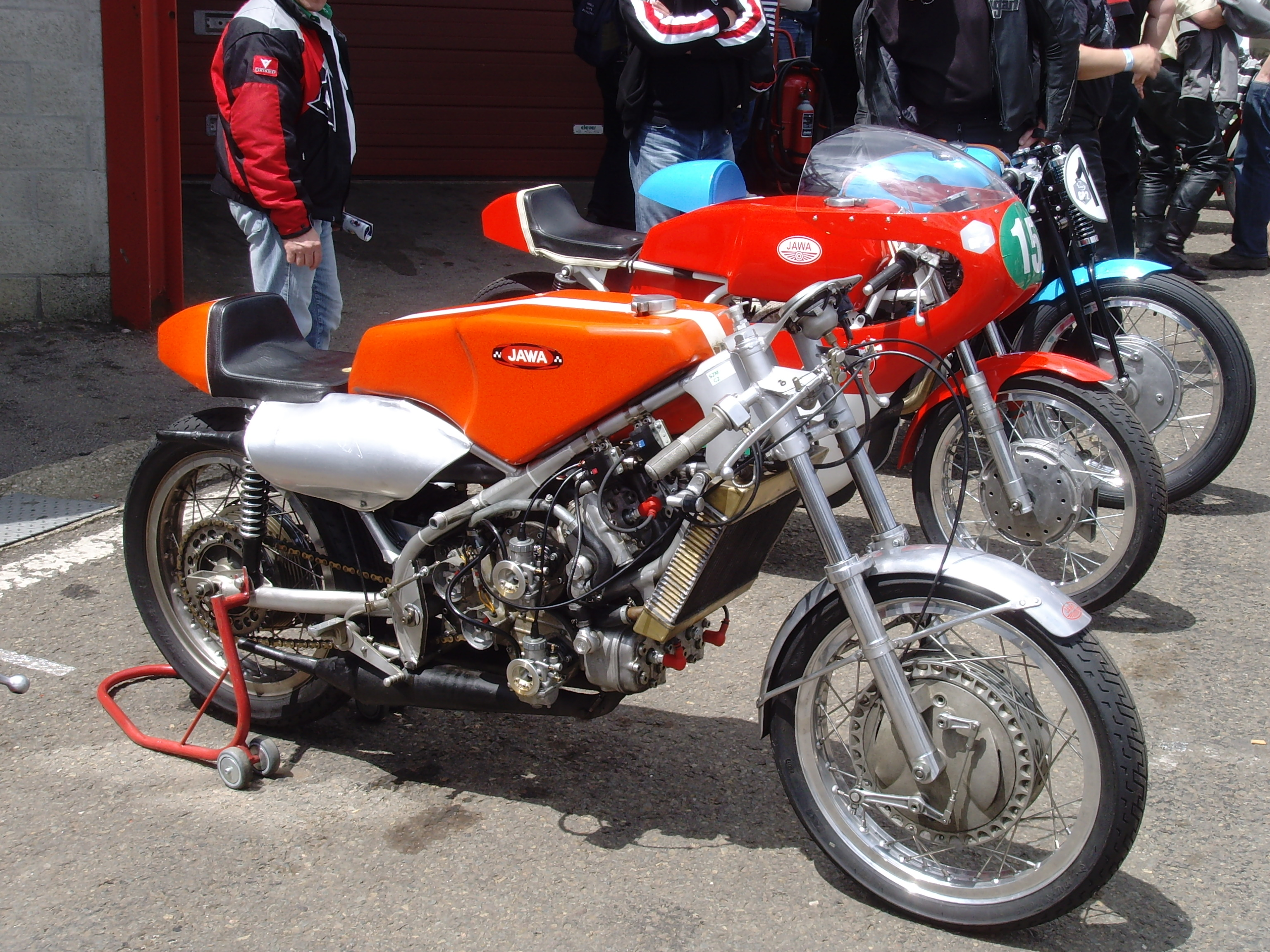
Závodní Jawa 350/673 V4

#### Závodní silniční motocykl
Silný, aerodynamicky tvarovaný stroj, určený především k dosahování vysokých rychlostí na závodních okruzích. Silniční závodní motocykly jsou zařazeny do tříd podle objemu motoru mezi 50 a 1 300 cm³. Silnější z nich dosahují dnes již rychlostí přes 400 km/h.[zdroj⁠?!]

#### Plochodrážní motocykl
Specializovaný stroj pro závody na 400 m škvárovém oválu, 1 000 m pískových dráhách, na trávě nebo na ledě. Má obvykle jen přímý záběr (dvourychlostní převodovka je pouze pro závody na dlouhých a na ledových dráhách). Konstrukce je uzpůsobená pro jízdu smykem v levotočivých zatáčkách. Motor je na alkoholové palivo. Technickými předpisy je omezeno používání elektroniky.
Technické parametry plochodrážních strojů
- motocykl s jednoválcovým čtyřventilovým motorem, pro ledovou plochou dráhu pouze dvouventilový motor
- s minimální dovolenou hmotností 80 kg.
- motocykl není vybaven brzdou.

- Motor
  - čtyřventilový jednoválec SOHC chlazený vzduchem
  - obsah 493 cm³
  - maximální výkon 48–51 kW
  - vrtání x zdvih 90 × 77,6 mm
  - kompresní poměr 13,5–16:1
  - maximální otáčky 11 000 1/min
  - palivo methanol
  - hmotnost 28–30 kg

#### Kaskadérský motocykl
Někdy označovaný jako street. Motocykl určený pro extrémní až kaskadérské jízdní úkony jako je jízda po zadním/předním kole, drifting a další prvky náročné na sehranost jezdce se strojem. Je žádoucí aby byl motocykl co nejlehčí (odstrojeny kapoty, tuningové odlehčené díly) a aby měl co nejlepší výkon a kroutící moment (tuningové úpravy motoru, výkonnostní kity).
Konstrukční stavby nejvíce vycházejí z nejsilnější kategorie závodních motocyklů, ale není to pravidlem.

#### Dragster
Specializovaný stroj na závody ve zrychlení, obvykle na 402 m (čtvrt míle) s pevným startem.

### Motocykl se sajdkárou (postranním vozíkem)
Méně obvyklá varianta, kdy je k motocyklu připojen postranní vozík pro přepravu třetí osoby nebo nákladu. V některých případech jsou poháněna obě zadní kola (motocyklu i vozíku) což je velká výhoda v obtížném terénu. Motocykl s postranním vozíkem tvoří jedno vozidlo, tzv. tříkolku. Nelze jej tedy v silničním provozu používat střídavě se sajdkárou anebo bez ní.

### Kapotovaný motocykl
Český kapotovaný motocykl dálník, známý také jako švýcarský ekomobil, je dopravním prostředkem stojícím na pomezí mezi motocyklem a automobilem.

### Jednostopé přípojné vozidlo
Typickým představitelem je historický přívěsný vozík PAv. Sloužil pro přepravu drobného nákladu.